# Petrovskaite
La petrovskaite è un minerale.